# Faisalabad (Distrikt)
Der Distrikt Faisalabad ist ein Verwaltungsdistrikt in Pakistan in der Provinz Punjab. Sitz der Distriktverwaltung ist die gleichnamige Stadt Faisalabad. Faisalabad gilt als städtischer Distrikt und enthält mit Faisalabad (ca. 3,2 Mio. Einwohner) die drittgrößte Stadt des Landes.
Der Distrikt hat eine Fläche von 5856 km² und nach der Volkszählung von 2017 7.873.910 Einwohner. Die Bevölkerungsdichte beträgt 1345 Einwohner/km². Im Distrikt wird zur Mehrheit die Sprache Panjabi gesprochen.

## Lage
Der Distrikt befindet sich im Zentrum der Provinz Punjab, die sich im Westen von Pakistan befindet.

## Demografie
Zwischen 1998 und 2017 wuchs die Bevölkerung um jährlich 1,97 %. Von der Bevölkerung leben ca. 52 % in städtischen Regionen und ca. 48 % in ländlichen Regionen. In 1.225.266 Haushalten leben 4.034.515 Männer, 3.838.854 Frauen und 541 Transgender, woraus sich ein Geschlechterverhältnis von 105,1 Männer pro 100 Frauen ergibt und damit einen für Pakistan üblichen Männerüberschuss.
| Jahr | Einwohnerzahl |
| ---- | ------------- |
| 1972 | 3.163.756     |
| 1981 | 3.561.909     |
| 1998 | 5.429.547     |
| 2017 | 7.873.910     |

## Bildung
Die Alphabetisierungsrate in den Jahren 2014/15 bei der Bevölkerung über 10 Jahren liegt bei 69 % (Frauen: 63 %, Männer: 74 %) und liegt damit über dem Durchschnitt der Provinz Punjab von 63 %.

## Galerie

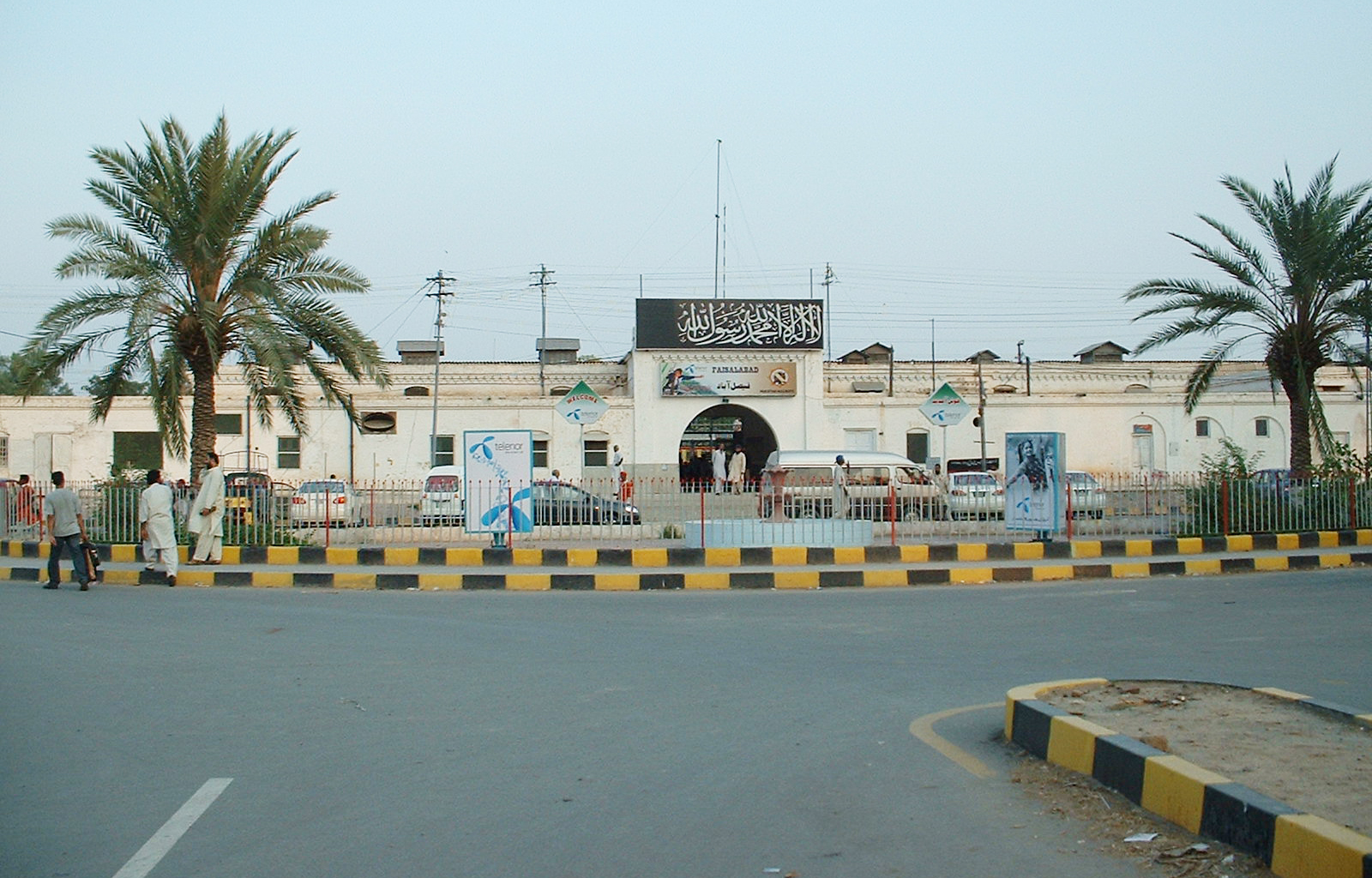
Bahnhof von Faisalabad
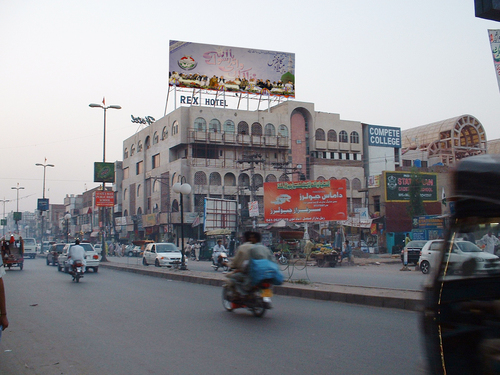
Stadt Faisalabad
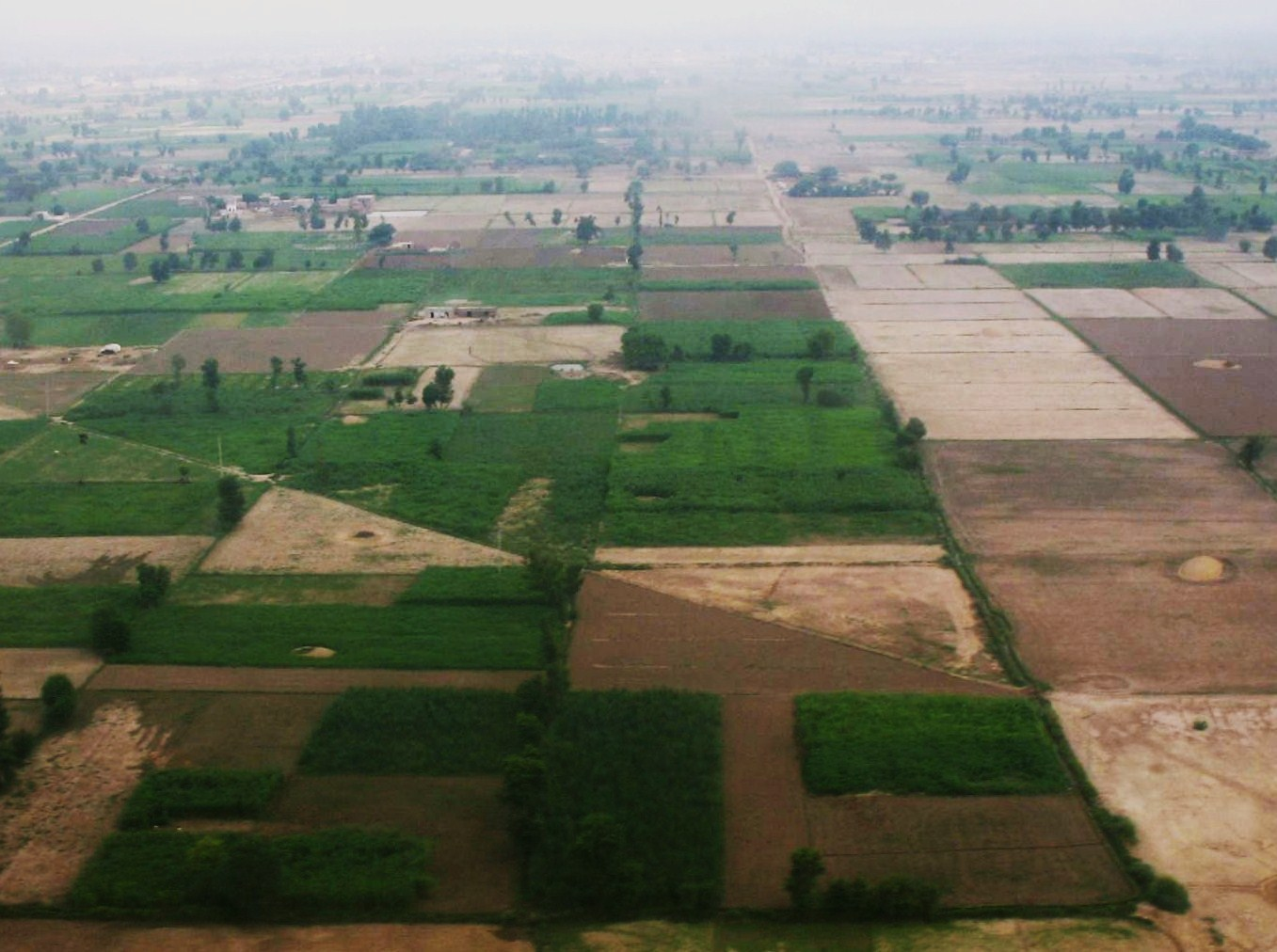
Ländliche Gegend